# Бесарабска съветска република
Бесарабската социалистическа съветска република (на руски: Бессарабская Социалистическая Советская Республика) е краткосрочно съветско образувание, обявено от болшевиките през пролетта на 1919 г. в Бесарабия, като опит да бъде възстановен контролът върху региона, присъединен от Кралство Румъния година по-рано.

## Исторически контекст
След Октомврийската революция в Русия и разпадането на Руската империя, Бесарабия обявява автономия като Молдавска демократична република през 1917 г., а в началото на 1918 г. се присъединява към Румъния.
Болшевиките не признават това присъединяване. През януари 1919 г. в град Бендери се създава временна съветска власт от местни болшевишки активисти и части от Червената армия, опитвайки се да организират въстание срещу румънските власти. Временното правителство обявява създаването на Съветска Бесарабска социалистическа република, с претенции върху цялата територия на Бесарабия.[източник? (Поискан днес)]

## Съществуване и потушаване
Формированието съществува само няколко седмици. Румънските войски, подкрепени от френски сили от Антантата, бързо потушават въстанието и разпръсват съветските структури. Повечето лидери на републиката бягат обратно към съветска територия.
След потушаването на въстанието, Съветска Русия продължава да не признава румънския суверенитет над Бесарабия до 1939 г., когато в рамките на пакта Молотов–Рибентроп СССР си осигурява влияние над региона.

## Историческа оценка
Съветската Бесарабска република е разглеждана от историци като **неуспешен болшевишки експеримент**, опит за създаване на просъветски буферен режим. Съществуването ѝ демонстрира стратегическата важност на Бесарабия за СССР, както и непрекъснатия спор между Москва и Букурещ относно статута на територията.

## Вижте още
- Бесарабия
- Молдовска ССР
- Одеска съветска република